# Pujols-sur-Ciron
 Pujols-sur-Ciron  (en occitano Pujòus de Siron) es una población y comuna francesa, situada en la región de Nueva Aquitania, departamento de Gironda, en el distrito de Burdeos y cantón de Podensac.

## Demografía
| 524 | 550 | 419 | 575 | 649 | 722 |
| Para los censos de 1962 a 1999 la población legal corresponde a la población sin duplicidades (Fuente: INSEE [Consultar]) |     |     |     |     |     |